# Reinhardtswalde (Weischlitz)
Reinhardtswalde ist ein weilerartiger Ortsteil der Gemeinde Weischlitz im Vogtlandkreis in Sachsen. Er wurde am 1. Januar 1957 nach Dehles eingemeindet, mit dem der Ort am 1. März 1994 zur Gemeinde Reuth und am 1. Januar 2017 zur Gemeinde Weischlitz kam.

## Geographie

### Geographische Lage
Das Waldhufendorf Reinhardtswalde befindet sich im Westen der Gemeinde Weischlitz. Es liegt unweit westlich des Dorfes Dehles an der Kreisstraße 7855 auf einer höheren Ebene südlich des Berges Hohe Wache (603 Meter ü. NN) und dem Nachbarberg Wache (557 m ü. NN) in einer kupierten Gemarkung mit 145 Hektar (1900). Der Ort, der aus einem nördlichen und einem südlichen Siedlungsteil besteht, liegt am Dehlesbach, der über den Kemnitzbach in die Weißen Elster entwässert. Im Nordwesten grenzt Reinhardtswalde an Thüringen.
Reinhardtswalde befindet sich im Westen des Vogtlandkreises und im sächsischen Teil des historischen Vogtlands. Geografisch liegt der Ort im Südwesten des Naturraums Vogtland (Übergang von Südostthüringer Schiefergebirge ins Mittelvogtländische Kuppenland).
Der Ort ist mit der vertakteten RufBus-Linie 47 des Verkehrsverbunds Vogtland an Weischlitz und Plauen angebunden.

### Nachbarorte
| Spielmes Thüringen | Reuth                                       | Schönlind |
| Mißlareuth         | Kompassrose, die auf Nachbargemeinden zeigt | Dehles    |
| Grobau             |                                             | Kemnitz   |

## Geschichte
Erstmals tauchte urkundlich der Name „Reinhartiswalde“ im Jahr 1300 auf. Vermutlich wurde der Ort durch die Hussitenkriege vollständig zerstört. 1506 sprach man von „eyner wustung, Reynerswalde“; 1557 wurde er „Reinhartswalde“ genannt. In der folgenden Zeit wurde Reinhardtswalde dann wohl von Schönlind bewirtschaftet, denn er hieß jetzt „Schönlindt vom guth uffn Reinhauswaldt“. 1791 wurde der Weiler „Reinhardswalde“ geschrieben. Bezüglich der Grundherrschaft gehörte Reinhardtswalde im 16. Jahrhundert anteilig zum Rittergut Kemnitz und als Amtsdorf zum Amt Plauen. Im 18. Jahrhundert gehörte der Ort anteilig zum Rittergut Reuth und als Amtsdorf zum Amt Plauen. Kirchlich ist der Ort seit jeher nach Kemnitz gepfarrt. Reinhartswalde gehörte bis 1856 zum kursächsischen bzw. königlich-sächsischen Amt Plauen. 1856 wurde der Ort dem Gerichtsamt Plauen und 1875 der Amtshauptmannschaft Plauen angegliedert. Im Jahr 1928 erfolgten ein Gebietsaustausch und eine Grenzbereinigung zwischen dem Freistaat Sachsen und dem Land Thüringen. Dadurch wurden die südlichen Parzellen des thüringischen Orts Spielmes, die an die Ortslage Reinhardtswalde heranreichten, vollständig an Sachsen abgetreten in die sächsische Gemeinde Reinhardtswalde eingemeindet.
Durch die zweite Kreisreform in der DDR kam die Gemeinde Reinhardtswalde im Jahr 1952 zum Kreis Plauen-Land im Bezirk Chemnitz (1953 in Bezirk Karl-Marx-Stadt umbenannt). Am 1. Januar 1957 erfolgte die Eingemeindung nach Dehles. Als Ortsteil von Dehles gehörte der Ort ab 1990 zum sächsischen Landkreis Plauen. Am 1. Januar 1994 wurde die Gemeinde Dehles nach Reuth eingemeindet. Diese gehörte seit 1996 zum Vogtlandkreis. Am 1. Januar 2017 wurde die Gemeinde Reuth mit Reinhardtswalde und allen anderen Ortsteilen nach Weischlitz eingemeindet.